# 图什比市镇

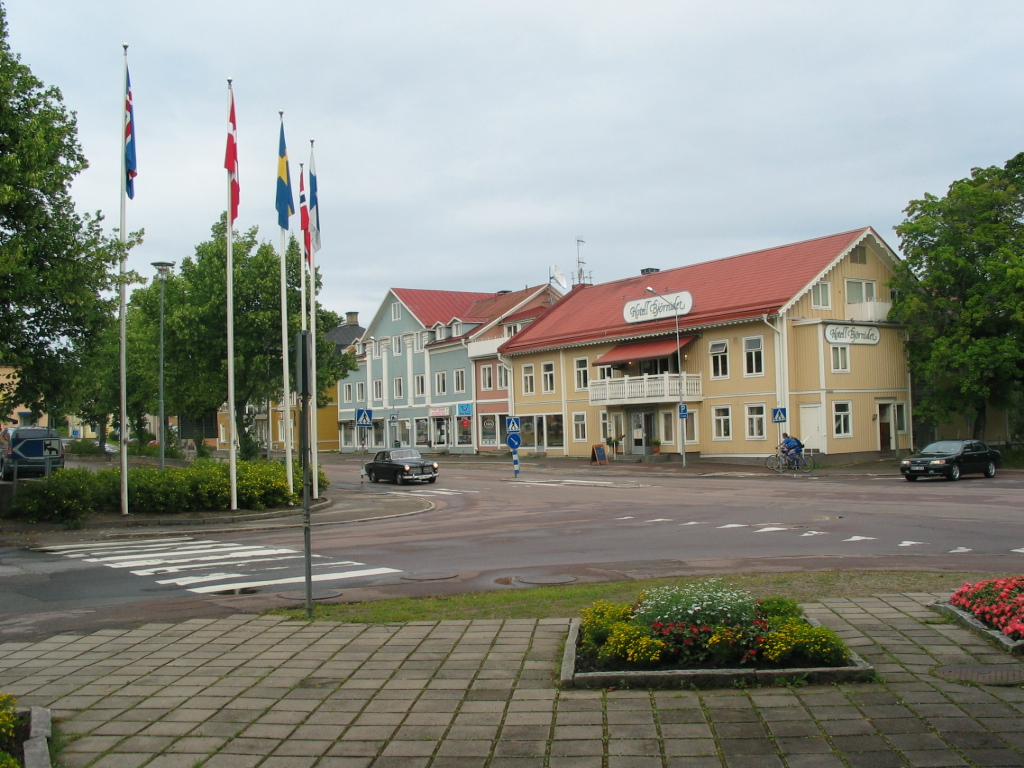
图什比

图什比市镇（瑞典語：Torsby kommun）是瑞典中西部韦姆兰省的一个市镇。其治所位于图什比。